# EC KAC
EC KAC (Klagenfurter Athletiksport Club) je austrijski klub u hokeju na ledu iz Klagenfurta. 
Klub igra u dvorani Stadthalle Klagenfurt koja ima 5500 mjesta.

## Povijest[1]
KAC je najtrofejniji i najugledniji klub u državi. Klub iz Koruške je najstarija profesionalna momčad u Austriji osnovana 1909. godine. Prvi trofej je osvojen daleke 1934. čime je najavljena selidba središta hokejaške moći iz Beča u Klagenfurt (Celovac). Najveću dominaciju u austrijskom hokeju KAC je ostvario s jedanaest uzastopnih pobjeda u prvenstvu u razdoblju od 1964. do 1974. godine.
U 21. stoljeće KAC je ušao s tri naslova prvaka u pet godina, ali se pojavom jakih suparnika u Salzburgu i Beču konkurencija zaoštrila pa se Celovčanima znalo dogoditi i da propuste doigravanje. Sve im se vratilo u sezoni 2008./09. kada su nakon osvajanja lige protutnjali kroz prva dva kruga doigravanja da bi u finalu u sedmoj utakmici lagano slavili protiv tadašnjeg prvaka Red Bull Salzburga. Sezona 2009./10. za KAC je bila razočaravajuća. Regularni dio sezone završili su na 7. mjestu s 67 bodova, isto kao Alba na petom i Medveščak Zagreb na 8. mjestu, ali s boljim međ. omjerom od potonjeg. Ipak, nisu uspjeli napraviti iznenađenje protiv drugoplasiranog Red Bull Salzburga te su ispali u prvom krugu s 4:3. 

## Trofeji
- Austrijska hokejaška liga (29): 1934., 1935., 1952. 1955., 1960., 1964., 1965., 1966., 1967., 1968., 1969., 1970., 1971., 1972., 1973., 1974., 1976., 1977., 1979., 1980., 1985., 1986., 1987., 1988., 1991., 2000., 2001., 2004., 2009.

## Trenutačna momčad
| Br.      | Ime                 | Pozicija | Datum rođenja       | Mjesto rođenja                       | Visina  | Težina  |         |         |
| Vratari  | Vratari             | Vratari  | Vratari             | Vratari                              | Vratari | Vratari | Vratari | Vratari |
| -------- | ------------------- | -------- | ------------------- | ------------------------------------ | ------- | ------- | ------- | ------- |
| 23       | Hannes Enzenhofer   | vratar   | 12. lipnja 1981.    | Klagenfurt, Austrija                 | 185 cm  | 80 kg   |         |         |
| 30       | René Swette         | vratar   | 21. kolovoza 1988.  | Lustenau, Austrija                   | 183 cm  | 78 kg   |         |         |
| Bekovi   |                     |          |                     |                                      |         |         |         |         |
| 77       | Sean Brown          | bek      | 5. studenog 1976.   | Oshawa, Ontario, Kanada              | 191 cm  | 98 kg   |         |         |
| 25       | Kirk Furey          | bek      | 28. siječnja 1976.  | Glace Bay, Nova Škotska              | 178 cm  | 90 kg   |         |         |
| 13       | Johannes Kirisits   | bek      | 8. studenog 1985.   | Sankt Veit an der Glan, Austrija     | 187 cm  | 95 kg   |         |         |
| 7        | Herbert Ratz        | bek      | 16. rujna 1981.     | Völkermarkt, Austrija                | 183 cm  | 84 kg   |         |         |
| 14       | Johannes Reichel    | bek      | 29. travnja 1982.   | Klagenfurt, Austrija                 | 183 cm  | 86 kg   |         |         |
| 55       | Fabian Scholz       | bek      | 18. siječnja 1990.  |                                      | 180 cm  | 85 kg   |         |         |
| 28       | Martin Schumnig     | bek      | 28. srpnja 1989.    |                                      | 181 cm  | 78 kg   |         |         |
| 47       | Jeff Tory           | bek      | 9. svibnja 1973.    | Burnaby, Britanska Kolumbija, Kanada | 182 cm  | 84 kg   |         |         |
| Napadači |                     |          |                     |                                      |         |         |         |         |
| 29       | Christoph Brandner  | napadač  | 5. srpnja 1979.     | Bruck an der Mur, Austrija           | 196 cm  | 102 kg  |         |         |
| 20       | Mike Craig          | napadač  | 6. lipnja 1971.     | London, Ontario, Kanada              | 186 cm  | 87 kg   |         |         |
| 21       | Manuel Geier        | napadač  | 8. siječnja 1988.   | Judenburg, Austrija                  | 178 cm  | 82 kg   |         |         |
| 19       | Stephan Geier       | napadač  | 8. siječnja 1988.   | Judenburg, Austrija                  | 180 cm  | 83 kg   |         |         |
| 17       | Gregor Hager        | napadač  | 7. travnja 1981.    | Klagenfurt, Austrija                 | 190 cm  | 91 kg   |         |         |
| 89       | Raphael Herburger   | napadač  | 2. siječnja 1989.   | Dornbirn, Austrija                   | 178 cm  | 75 kg   |         |         |
| 27       | Thomas Hundertpfund | napadač  | 14. prosinca 1989.  | Klagenfurt, Austrija                 | 189 cm  | 90 kg   |         |         |
| 18       | Silvio Jakobitsch   | napadač  | 29. svibnja 1989.   | Klagenfurt, Austrija                 | 178 cm  | 78 kg   |         |         |
| 74       | Dieter Kalt         | napadač  | 26. lipnja 1974.    | Klagenfurt, Austrija                 | 175 cm  | 83 kg   |         |         |
| 4        | Markus Pirmann      | napadač  | 21. siječnja 1989.  |                                      | 183 cm  | 80 kg   |         |         |
| 15       | Paul Schellander    | napadač  | 5. studenog 1986.   | Klagenfurt, Austrija                 | 185 cm  | 77 kg   |         |         |
| 54       | Andrew Schneider    | napadač  | 29. ožujka 1972.    | Edmonton, Alberta, Kanada            | 178 cm  | 77 kg   |         |         |
| 45       | David Schuller      | napadač  | 6. rujna 1980.      | Kapfenberg, Austrija                 | 182 cm  | 91 kg   |         |         |
| 39       | Jeff Shantz         | napadač  | 10. listopada 1973. | Duchess, Alberta, Kanada             | 183 cm  | 95 kg   |         |         |
|          | Shawn Bates         | napadač  | 3. travnja 1975.    | Medford, Massachusetts, SAD          | 183 cm  | 95 kg   |         |         |

| Emanuel Viveiros | glavni trener  |  |
| Mario Schaden    | pomoćni trener |  |

## Vanjske poveznice
- Službena stranica